# Denariusa
Denariusa és un gènere de peixos pertanyent a la família dels ambàssids.

## Taxonomia
- Denariusa australis (Steindachner, 1867)[4]
- Denariusa bandata (Whitley, 1948)[5][6]